# Četverac na pariće
Četverac na pariće (4x) je čamac za natjecateljsko veslanje na mirnim vodama čiju posadu čine četiri skul veslača. Svaki veslač ima dva vesla, jedno u desnoj a drugo u lijevoj ruci, kojima pokreće čamac. Čamac u pravilu ima kormilo. Smješteno je na samom kraju, ili uz kobilicu s ciljem smanjenja otpora. Kormilo je sajlama povezano s tenisicom (obućom, cipelom) jednog od veslača, najčešće štrokera. Ta tenisica je pričvršćena za nogar drukčije od ostalih te ju je moguće blago zakretati i na taj način pomicati kormilo. U slučaju da nema kormilo, upravlja se jačim ili slabijim povlačenjem jedne ruke ovisno na koju stranu se želi skrenuti. Za to može biti zadužen jedan član posade. Prosječna duljina suvremenog četverca na pariće za elitno veslanje je 13,4 m, a najmanja masa 52 kg. Građen je od kompozitnih materijala. Stariji čamci građeni su od drveta i osjetno su teži.
Oznaka za četverac na pariće je "4x", pri čemu broj 4 označava ukupan broj veslača u čamcu, a "x" označava da je riječ o tzv. skul veslanju tj. da svaki veslač ima jedan par skul vesala, stoga se zove "na pariće". U hrvatskom veslačkom žargonu koristi se izraz "četverac skul". Izraz "četverac" sam po sebi može se odnositi na sve discipline s četiri veslača. Postoji i inačica četverca na pariće s kormilarom, no ona je u Hrvatskoj rijetkost, a nije prisutna niti na športskim natjecanjima. U tom slučaju oznaka je "4x+". Četverac GIG (4xGIG) je četverac na pariće za školu veslanja i rekreativce, u kojem postoji i kormilar koji sjedi nasuprot štrokera. Vrlo je širok i gotovo se nemoguće prevrnuti. Kormilar (nerijetko trener) može i stajati u čamcu s obzirom na to da je vrlo stabilan i čvrst. Natjecanja u GIG-u održavaju se u kadetskim uzrastima.
Na Olimpijskim igrama, svjetskim i europskim prvenstvima natječu se posade muških (M4x) i ženskih (W4x) četveraca na pariće.